# Cerro Gordo, Texcatepec
Cerro Gordo är en ort i Mexiko.   Den ligger i kommunen Texcatepec och delstaten Veracruz, i den sydöstra delen av landet, 160 km nordost om huvudstaden Mexico City. Cerro Gordo ligger 757 meter över havet och antalet invånare är 258.
Terrängen runt Cerro Gordo är kuperad åt nordost, men åt sydväst är den bergig. Terrängen runt Cerro Gordo sluttar österut. Runt Cerro Gordo är det ganska glesbefolkat, med 36 invånare per kvadratkilometer. Närmaste större samhälle är Xochiatipan de Castillo, 18,6 km norr om Cerro Gordo. I omgivningarna runt Cerro Gordo växer huvudsakligen savannskog.